# Phare de Ponta das Contendas
Le phare de Ponta das Contendas est un phare situé sur le promontoire de l'Aire protégée de Ponta das Contendas, dans la freguesia de São Sebastião de la municipalité de Angra do Heroísmo, sur l'île de Terceira (Archipel des Açores - Portugal).
Il est géré par l'autorité maritime nationale du Portugal à Oeiras (Grand Lisbonne).

## Histoire
Le 2 mars 1882, la Commission des phares et balises a publié les premiers plans pour l'installation d'un phare à Ponta das Contendas équipé d'une lanterne de second ordre émettant trois éclats blancs et un éclat rouge. Un an plus tard, la commission se déterminait pour le promontoire de São Jorge à Madère.
En 1902, le phare n'avait pas encore été construit. Une nouvelle commission a jugé que Ponta de São Jorge était trop obscure, et a jugé que le site de Ponta das Contendas serait plus pratique. Le projet est révisé et remplace la lanterne de second ordre par une lumière de cinquième ordre avec émission de six éclats.
Une parcelle de terre appartenant à Manuel Ferreira Lourença a été achetée en 1926 pour 1.200 Réaux (équivalent à 6 euros). En 1930, la construction du phare a commencé et le 1er février 1934, le phare a été inauguré, avec une lampe de troisième ordre et d'une focale de 500 millimètres. Cette lampe à incandescence est alimentée par du gaz de pétrole et permet une portée de 51 km (32 milles nautiques).
Le 1er juin 1958, le phare a été électrifié et la nouvelle ampoule électrique a augmenté la portée visible de la lumière à 61 km (33 milles nautiques). En 1964, une route pavée mène au phare et la connexion au réseau public d'eau est faite.
En 1983, le phare est doté d'une lampe de 1.000 watts/120 volts, réduisant sa portée à 42 km (23 milles nautiques). Puis, en 1985, une lampe rouge à deux secteurs est installée en supplément dans le but d'aider la navigation dans les secteurs les plus dangereux, y compris ceux situés près des îlots de Fradinhos. En 1998, le phare est connecté au réseau électrique public.
Le 1er février 2009, le phare a célébré ses 75 ans d'activité. Les présidents de la cérémonie étaient des représentants des gouvernements portugais et açorien, du département maritime et du capitaine de l'autorité portuaire d'Angra do Heroísmo. Les invités comprenaient le président du gouvernement local, le commandant de la zone de commandement des Açores, le commandant de la base aérienne de Lajes, le commandant des forces américaines, le président de l'Institue histiruque de Terceira et d'autres représentants des autorités locales. Les activités publiques qui ont accompagné les discours comprenaient le dévoilement d'un azulejo pour célébrer l'anniversaire, l'activation d'un émetteur radio privé, des visites de 500 enfants de 14 écoles à Angra do Heroísmo, Porto Judeu, São Sebastião, Praia da Vitória, Areeiro-Fontinhas, Vila Nova, Agualva, Outeiro, et des visites guidées avec un film Faróis de Portugal, cinco séculos de historia.

## Le phare
Le phare est érigé dans le coin sud-est de l'île de Terceira, appelé Ponta das Contendas. C'est une zone élevée qui donne au feu de signalisation une hauteur de 54 mètres au-dessus du niveau de la mer. Bien protégé par un mur, le phare se trouve au bord d'une haute falaise et accessible uniquement par une route, à côté de plusieurs champs agricoles.
Le bâtiment est composé de divers espaces rectangulaires reliés par un corps central (sous la forme d'un « H »), sur lequel la tour carrée blanche de 13 mètres de haut est surmontée d'une lanterne rouge sur sa terrasse. La station de signalisation de phares comprend trois logements pour les gardiens, deux citernes, un bureau et une salle d'inspection. La terrasse du premier étage donne accès à la tour, à travers deux ouvertures étroites qui donne accès à la lanterne métallique surmontée d'une girouette. Le bâtiment, entouré d'une corniche et d'une terrasse, est peint en blanc et la lanterne en rouge.
La lanterne est équipée d'un système optique rotatif à lentille de Fresnel de 3e, avec une focale de 500 millimètres. La caractéristique du feu est de quatre flashs toutes les quinze secondes (blanc sur 220°-020° et 044°-072° et rouge sur le reste). Sa portée est de 23 milles marins (environ 43 km).
Identifiant : ARLHS : AZO07 ; PT-745 - Amirauté : D2664 - NGA : 23532.
|                           |
| Baie d'Angria do Heroismo |

|          |
| Le phare |

### Lien connexe
- Liste des phares des Açores